# Terry Speed
Terence Paul "Terry" Speed (né le 14 mars 1943 à Victor Harbor, Australie-Méridionale) est un statisticien australien. Chercheur au Walter and Eliza Hall Institute of Medical Research, il est connu pour ses contributions à l'analyse de la variance et à la bioinformatique, en particulier sur l'analyse des données de microarray.

## Biographie
Terry Speed est né à Victor Harbor, en Australie du Sud, et a grandi à Melbourne. En 1961, il a commencé un diplôme conjoint en médecine et en sciences à l'Université de Melbourne, mais s'est ensuite concentré sur les sciences uniquement, obtenant un diplôme spécialisé en mathématiques et statistiques en 1964.
Terry Speed a obtenu un doctorat de l'Université Monash en 1968 avec une thèse intitulée Some topics in the theory of distributive lattices sous la direction de Peter D. Finch.

## Travaux notables
Terry Speed a contribué à un large éventail de sujets,,, y compris les réseaux de distribution, la théorie des anneaux, l'analyse de la variance et la bioinformatique, et en particulier à l'analyse des données de puce à ADN.

## Prix et distinctions
En 1989, Speed a été élu membre de la Société américaine de statistique.
Speed a été président de l'Institut de statistique mathématique en 2004. En 2002, il a reçu la médaille Pitman et en 2003 la médaille Moyal. Le 30 october 2013, il a reçu le prix du premier ministre australien pour la science,. Il a été élu membre Royal Society (FRS) de Londres en 2013.

## Vie privée
Speed a épousé Freda Elizabeth (Sally) Pollard en 1964.